# Museo di scienze naturali dell'Alto Adige

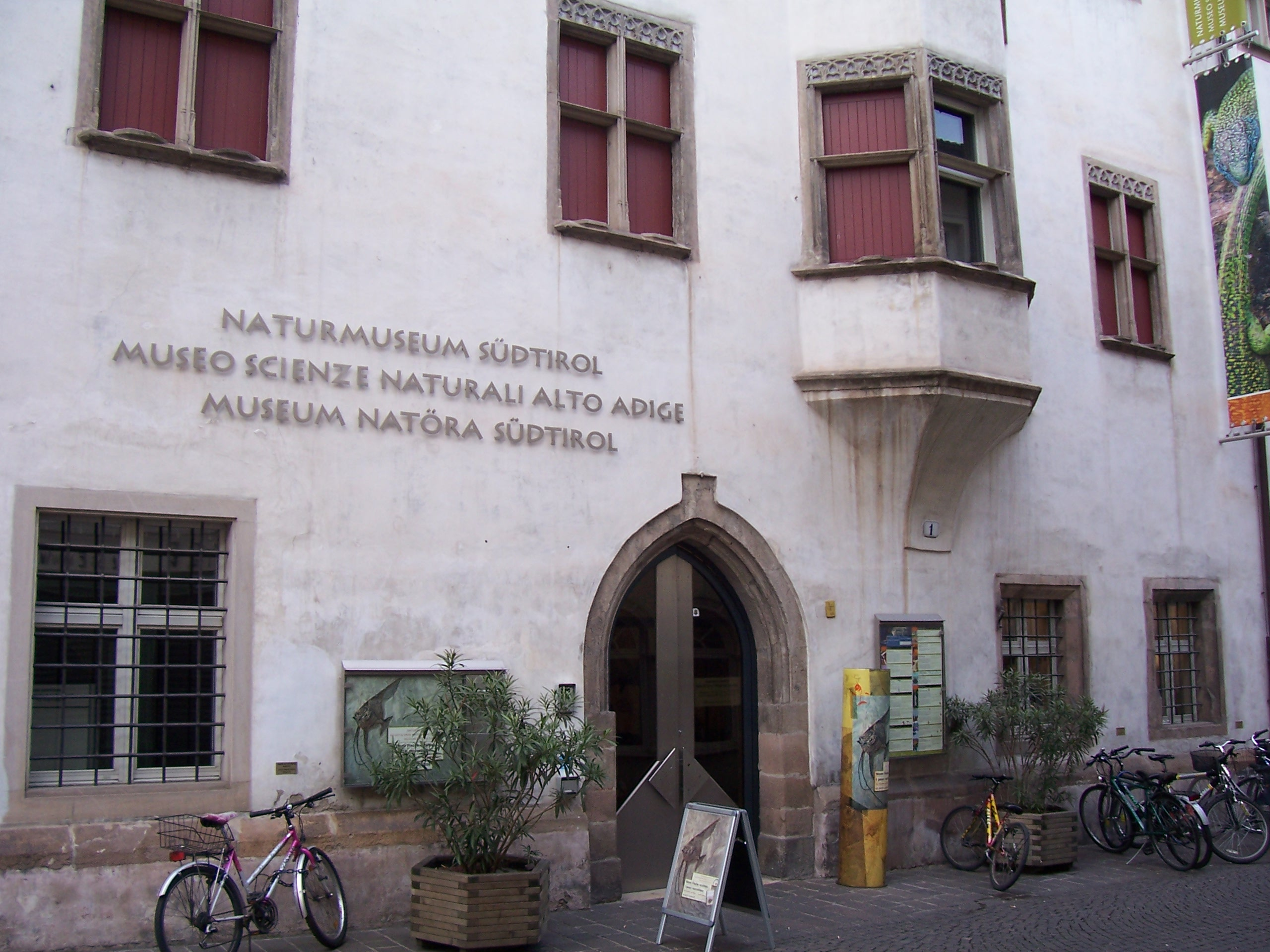
Ingresso del museo

Il Museo di Scienze Naturali dell'Alto Adige (ted. Naturmuseum Südtirol, lad. Museum Natöra Südtirol) con sede a Bolzano, fa parte dei Musei provinciali altoatesini ed è gestito dalla Provincia autonoma di Bolzano

## Punti di interesse
Il museo, sviluppato su due piani, racconta la geologia e gli ambienti naturali dell'Alto Adige su di una superficie di 1.000 m2. Lo spazio al piano terra di circa 200 m2 è utilizzato per mostre temporanee regolari che sono la maggiore attrattiva del museo. Il museo è ricco di ricostruzioni e postazioni multimediali. L'acquario di barriera corallina da 9.000 litri è il più grande dell'arco alpino ed è di notevole interesse. Il museo è visitato maggiormente da famiglie, poiché particolarmente attraente per i bambini.

## L'edificio
Il museo è stato inaugurato nel 1997 ed è ospitato nell'antica sede dell'Imperatore Massimiliano I d'Asburgo in stile tardogotico risalente al XVI secolo.